# Wilhelm Julius von Plotho
Wilhelm Julius Edler von Plotho (* 23. Dezember 1728 in Demmin; † 21. Oktober 1802 auf der Plassenburg) war ein preußischer Generalmajor.

## Leben

### Herkunft
Wilhelm Julius entstammte dem hochfreien Adelsgeschlecht von Plotho. Er war der Sohn von Bastian Friedrich von Plotho (* 27. Mai 1700 in Vorgrabow; † 14. Oktober 1758 bei Hochkirch), preußischer Oberstleutnant und Kommandeur eines Grenadierbataillons, und dessen Ehefrau Christiane, geborene Stieber von Buttenheim.

### Militärkarriere
Plotho trat 1747 als Junker in Ansbacher Dienste. Im Verlauf seiner Militärkarriere wurde er am 14. Oktober 1778 Oberst und Kommandant der Festung Plassenburg. In dieser Stellung wurde Plotho am 5. Januar 1792 mit einem Gehalt von 700 Talern in preußische Dienste übernommen und am 7. Februar 1795 zum Generalmajor befördert. Als Belohnung für seine langjährigen treuen Dienste erhöhte sich sein jährliches Gehalt ab Juni 1797 auf 1000 Taler.

### Familie
Plotho war zweimal verheiratet. Zuerst mit Anna von Schauroth, später mit Marie von Oettinger. Aus der zweiten Ehe ging ein Sohn hervor:
- Karl Christoph Friedrich Wilhelm (* 1. März 1770 in Ansbach; † 26. Dezember 1839), Rittmeister a. D.